# اچ‌ام‌اس ال۹
اچ‌ام‌اس ال۹ (به انگلیسی: HMS L9) یک زیردریایی بود که طول آن ۲۲۸ فوت (۶۹ متر) بود. این زیردریایی در سال ۱۹۱۸ ساخته شد.